# District de Chimán
Le district de Chimán est l'une des divisions qui composent la province de Los Santos, au Panama. En 2010, le district comptait 3 343 habitants. La capitale est la ville de Chimán.
Il a été fondé en tant que district le 28 décembre 1908, par la loi 54. Il est le seul district de tout le Panama qui n'a pas de route, donc la plupart de sa population se trouve sur la côte du golfe de Panama, située dans sa capitale Chimán, Brujas, Gonzalo Vásquez, Pásiga et San Buenaventura. Avec l'arrivée de migrants de la péninsule d'Azuero, l'Union Santeña, qui se trouve à 12 kilomètres à l'intérieur des terres, a été fondée sur les rives du río Chimán. Il existe également d'autres villes à l'intérieur des terres comme Oquendo et Tuicito.

## Division politico-administrative
Ce district est composé de cinq corregimientos :
- Chimán
- Brujas
- Gonzalo Vásquez
- Pásiga
- Unión Santeña

## Crédit d'auteurs
- (es) Cet article est partiellement ou en totalité issu de l’article de Wikipédia en espagnol intitulé « Distrito de Chimán » (voir la liste des auteurs).